# جوزيف ويليامسون
جوزيف ويليامسون (بالإنجليزية: Joseph Williamson)‏ هو محامي وسياسي أمريكي، ولد في 5 أغسطس 1789 في كانتربوري في الولايات المتحدة، وتوفي في 30 سبتمبر 1854 في بلفاست في الولايات المتحدة بسبب نوبة قلبية. حزبياً، نشط في Maine Democratic Party ‏ والحزب الديمقراطي.